# Laetoli

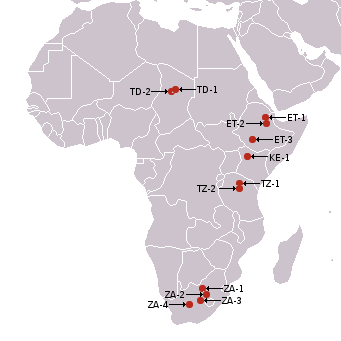
I principali siti di ritrovamenti di Hominini e australopiteco in Africa; il sito di Laetoli porta la sigla (TZ-2):
Ciad (TD):
- TD-1 – Bahr el-Ghazal *TD-2 – Djourab
Etiopia (ET):
- ET-1 – Hadar *ET-2 – Herto * ET-3 – Omo
Kenya (KE):
- KE-1 – Lago Turkana
Tanzania (TZ):
- TZ-1 – Gola di Olduvai *TZ-2 – Laetoli
Africa meridionale (ZA):
- ZA-1 – Sterkfontein *ZA-2 – Swartkrans *ZA-3 – Kromdraai *ZA-4 – Taung

Laetoli è un rilevante sito archeologico che si trova a 45 chilometri a sud della Gola di Olduvai, nella riserva naturale del cratere vulcanico del Ngorongoro in Tanzania, noto per diversi ritrovamenti fossili, tra i quali le omonime impronte di ominidi risalenti a 3,5-3,8 milioni di fa.

## Scoperta
Questa zona della Tanzania, all'epoca sotto il dominio coloniale tedesco, fu esplorata nel 1935 dagli archeologi e coniugi Louis Leakey e Mary Leakey, e successivamente tra il 1938 e il 1939 dal medico e paleontologo tedesco Ludwig Kohl-Larsen che, come tanti altri studiosi dell'epoca, era impegnato nella ricerca del cosiddetto uomo primitivo. In una zona non meglio precisata di Laetoli scoprì le prime ossa di quello che più tardi venne chiamato Australopithecus afarensis, compreso il frammento di una mascella superiore Garusi 1, senza che gli fosse chiaro il loro valore. 
La zona, fu successivamente esplorata a partire dagli anni’40 da Louis e Mary Leakey, e dal geologo Peter Kent, ma fu oggetto di indagini sistematiche solo dalla metà degli anni’70, portando al recupero di numerosi resti di ominidi risalenti a 3,5-3,8 milioni di anni fa. 
Nel 1976 Andrew Hill identificò in situ una serie di impronte animali sullo strato di cenere fossilizzato, denominato in seguito Footprint Tuff (Tufo delle Orme); negli anni seguenti furono condotte nuove campagne di scavo, che misero in luce circa 50.000 impronte di diversi animali.  
Nel 1978 Paul I. Abell rinvenne nel tufo del sito identificato come G, un’orma senza alcun dubbio di origine ominide e l’anno successivo, la rimozione dello strato superficiale, portò alla luce due file di circa 27 metri di impronte fossili di ominidi.

## Sito archeologico
L'area archeologica di Laetoli, inizialmente, ha dato alla luce reperti archeologici in ben 18 siti dei 33 indagati, siti che sono stati identificati con le lettere dalla A alla R, cui nel 2015 si è aggiunto il sito S, a soli 150 metri dal sito G, dove è stata ritrovata una seconda serie di orme.

## Ritrovamenti

### Orme fossili di ominidi
Le orme fossili di ominidi sono due serie diverse di orme eccezionalmente conservate, impresse su cenere depositatasi in seguito all'eruzione del vicino vulcano Sadiman, situato a 20 km di distanza. La prima serie di impronte, scoperta nel 1978, sono state lasciate da tre individui della specie Australopithecus afarensis, mentre la seconda serie, scoperta nel 2015, è stata lasciata da due ominidi. Entrambe le serie di orme appartengono allo stesso strato geologico.

### Fossili di ominidi
L'antropologo tedesco Ludwig Kohl-Larsen fu il primo a condurre ricerche di fossili umani a Laetoli, e nel 1939 ritrovò il fossile di una mascella, Garusi 1, che negli anni '50 fu classificata come appartenente ad un esemplare di Australopithecus afarensis, di fatto il primo fossile della specie
Nel 1976 furono ritrovati resti, prevalentemente mandibole e denti, attribuibili a 20 individui che mostrano affinità con lo scheletro femminile della celebre Lucy, ritrovata a Hadar in Etiopia, tra i quali la mandibola fossilizzata classificata come LH 4, che rappresenta l'olotipo della specie A. afarensis .
Un cranio pressoché completo (Laetoli 18), ritrovato a Ngaloba nel 1976, è stato datato a più di 120.000-100.000 anni fa. L'anatomia è vicina a quella moderna, anche se la fronte è ancora poco pronunciata e il cranio è allungato antero-posteriormente, con una capacità cranica di circa 1200 cm³.

### Impronte fossili animali
Altre impronte identificate indicano la presenza di almeno 20 specie animali, tra le quali la iena, il grande felino Machairodus, il babbuino, il cinghiale, la giraffa, il rinoceronte, diversi tipi di gazzella e antilope, il pony hipparion, il bufalo, l'elefante estinto Deinotherium, la lepre e vari uccelli.
Poche di queste impronte sono sovrapposte le une alle altre, il che indica che sono state rapidamente ricoperte da altri depositi. Nell'area circostante sono stati ritrovati anche alcuni scheletri di questi animali. Si sono conservate anche le impronte lasciate dalle gocce di pioggia che hanno contribuito alla cementificazione.

### Fossili animali
Nel sito, sin dai primi scavi, furono riportati alla luce tantissmi fossili animali, di dimensioni variabili dal toporagno all'elefante, tartarughe, una covata di uova splendidamente conservate corrispondenti a quelle della moderna faraona